# Aulacodes laminalis
Aulacodes laminalis là một loài bướm đêm trong họ Crambidae.